# Auzouville-l’Esneval
Auzouville-l’Esneval ist eine französische Gemeinde mit 360 Einwohnern (Stand: 1. Januar 2022) im Département Seine-Maritime in der Region Normandie. Auzouville-l’Esneval gehört zum Arrondissement Rouen und zum Kanton Yvetot. Die Bewohner werden Auzouvillais und Auzouvillaises genannt.

## Geographie
Auzouville-l’Esneval liegt in der Landschaft Pays de Caux im Zentrum des Départements, etwa 26 Kilometer nordnordwestlich von Rouen. Umgeben wird Auzouville-l’Esneval von den Nachbargemeinden Saint-Martin-aux-Arbres im Norden, Saussay im Osten, Limésy im Südosten, Cideville im Süden, Mesnil-Panneville im Südwesten sowie Motteville im Westen.

## Einwohnerentwicklung
| 1962                       | 1968 | 1975 | 1982 | 1990 | 1999 | 2006 | 2013 | 2020 |
| -------------------------- | ---- | ---- | ---- | ---- | ---- | ---- | ---- | ---- |
| 225                        | 190  | 183  | 260  | 298  | 354  | 334  | 367  | 358  |
| Quellen: Cassini und INSEE |      |      |      |      |      |      |      |      |

## Sehenswürdigkeiten
- Pfarrkirche Notre-Dame, zwischen 1852 und 1872 neu genaut
- Pfarrkirche Saint-Étienne-le-Vieux, im Jahre 1771 neu gebaut. Von dem Vorgängerbau aus dem 16. Jahrhundert ist nur ein Stützpfeiler übrig geblieben.
- Vom Herrenhaus im Weiler Hameau d’en haut aus dem 17. Jahrhundert ist nur der Taubenschlag übrig geblieben.
- Ehemalige Zehntscheune

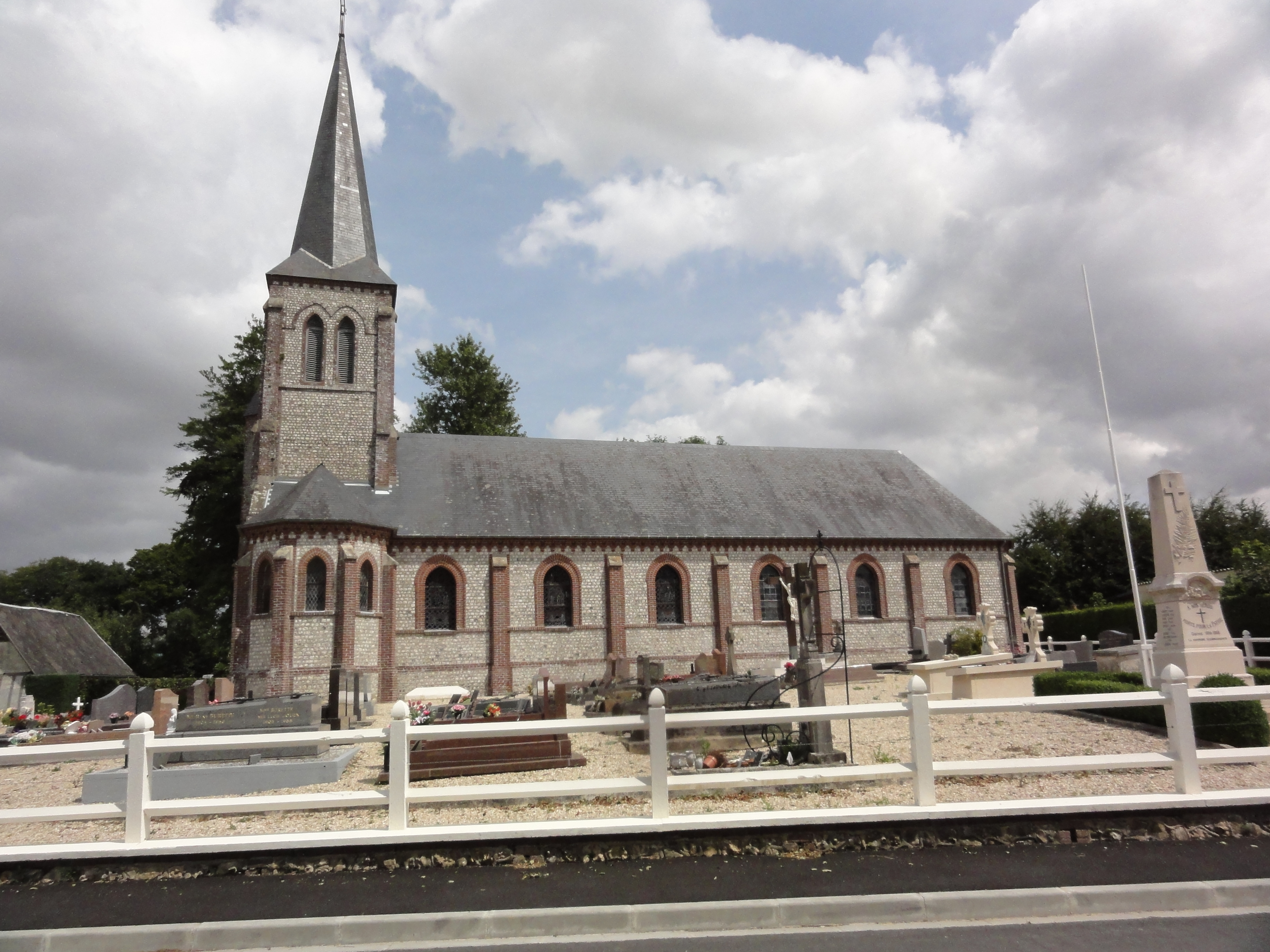
Pfarrkirche Notre-Dame
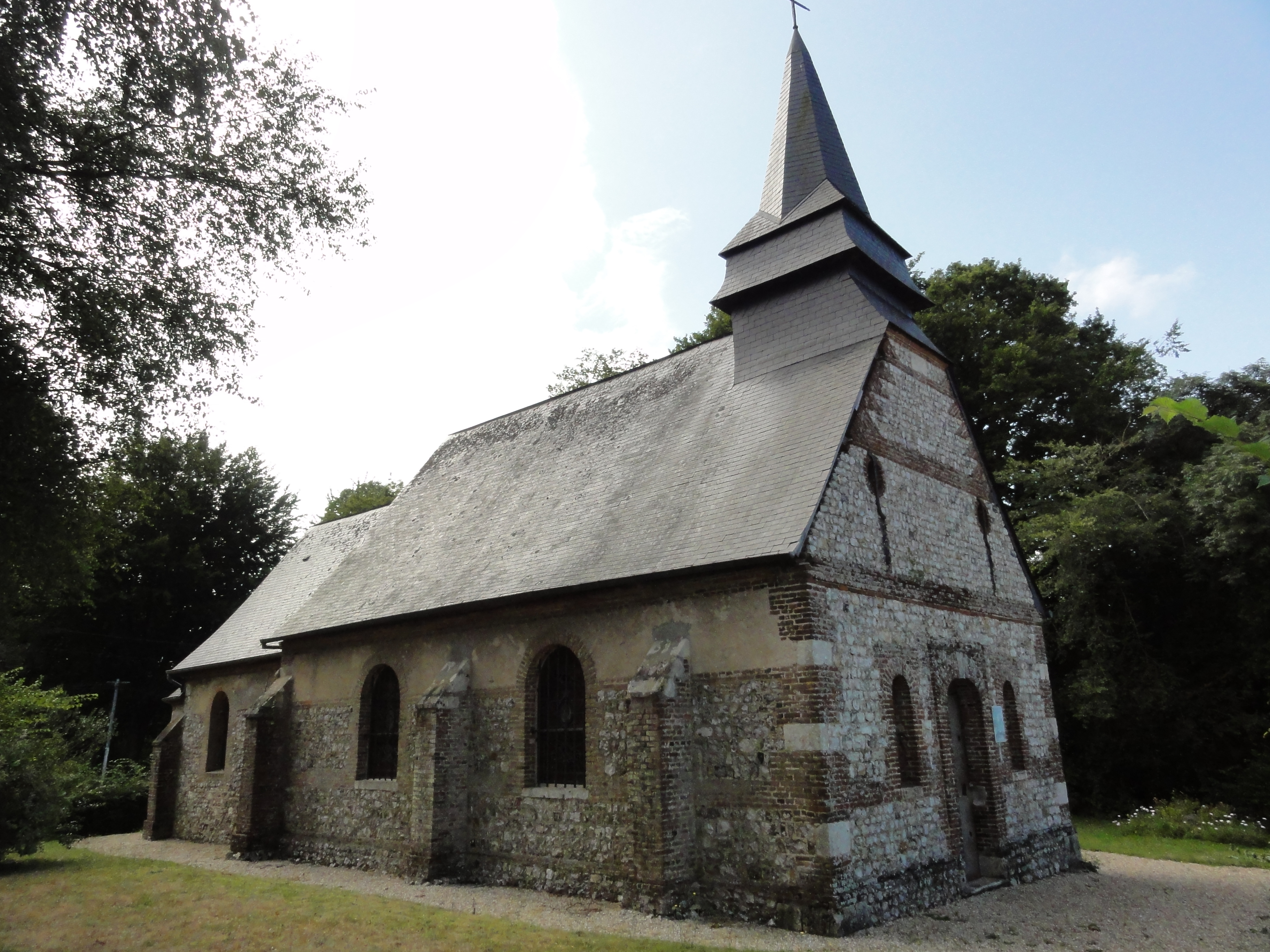
Pfarrkirche Saint-Étienne-le-Vieux
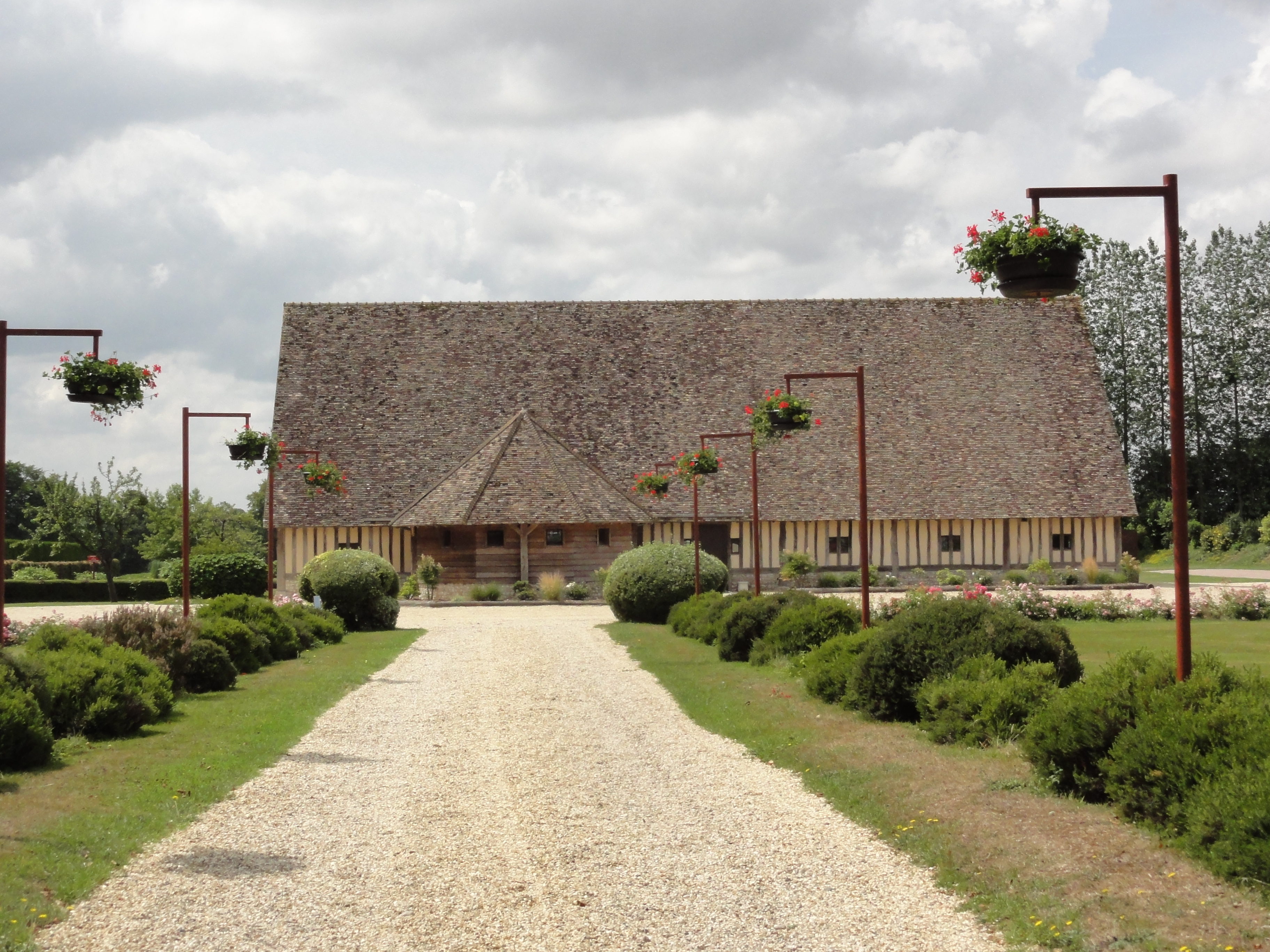
Ehemalige Zehntscheune